# Separazione tra Stato e Chiesa
La separazione tra Stato e Chiesa può essere vista come la prima fase storica del processo di secolarizzazione e rappresenta una reazione alla stretta unione trono-altare (Stato-Chiesa) tipica dell'ancien régime, che la Restaurazione aveva tentato di riabilitare.

## Introduzione

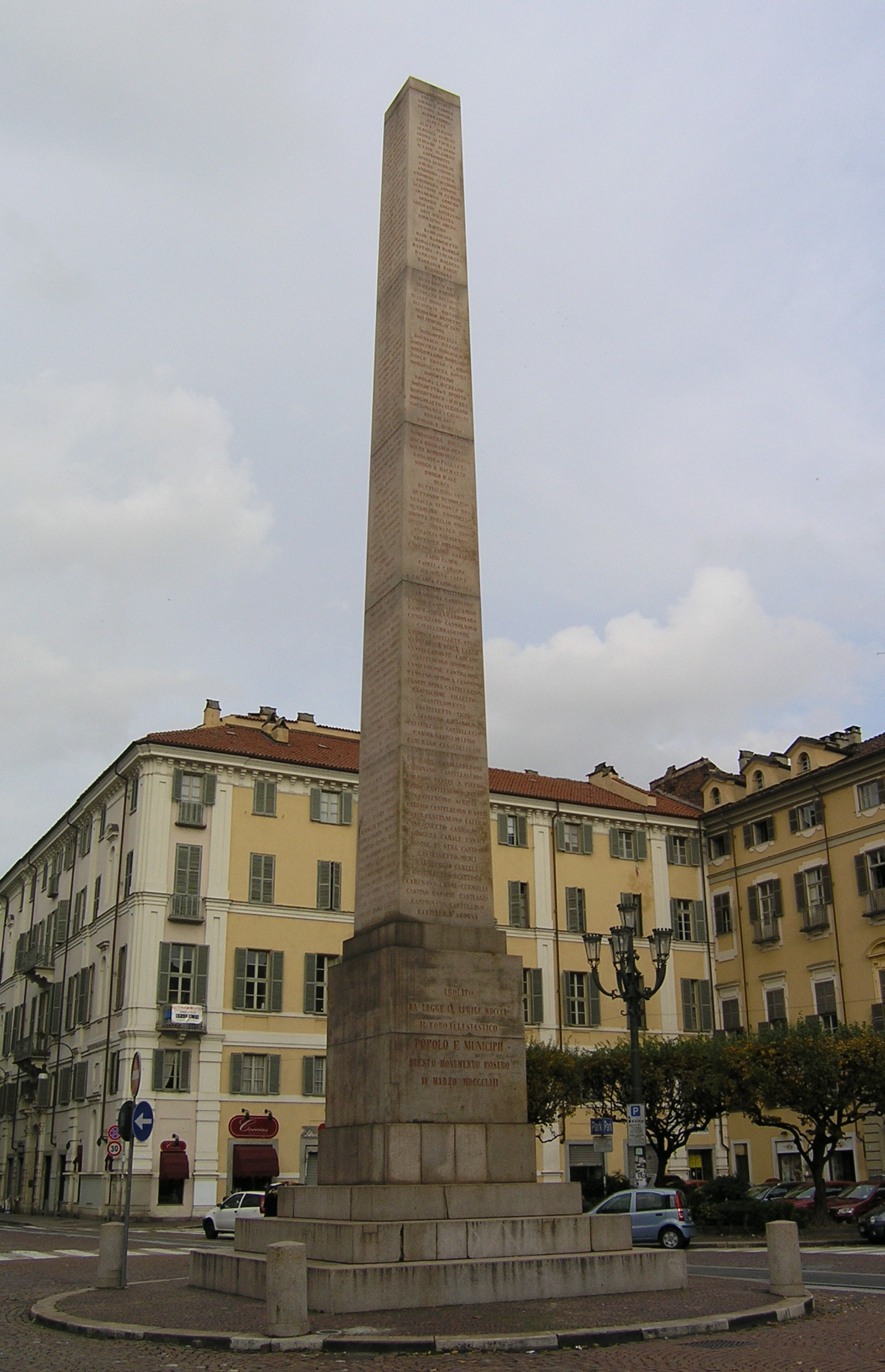
Monumento alle leggi Siccardi, Torino, piazza Savoia

La separazione tra Stato e Chiesa si attua in tutti i Paesi a regime liberale, ma in modo diverso e in periodi diversi.
Si parla anche di giurisdizionalismo confessionale e aconfessionale: ossia di un sistema di rapporti tra Stato e Chiesa, in cui lo Stato rivendica per sé i diritti ecclesiastici.
Il giurisdizionalismo confessionale motiva questa rivendicazione con il desiderio di salvaguardare e proteggere la Chiesa, ritenuta utile alla società e alla monarchia; il giurisdizionalismo aconfessionale con il desiderio di controllare la Chiesa, ritenuta pericolosa per le sue ingerenze nello Stato. Il primo è tipico della società assolutistica settecentesca; il secondo della società liberale. Ma i risultati, per la Chiesa, sono gli stessi: la Chiesa è controllata dallo Stato e manca delle sue libertà fondamentali.
Vi sono tre tipi di separazione: pura (Stati Uniti), mista (Belgio, Italia), ostile (Ecuador, Francia, Messico, Portogallo).
In tutte le separazioni abbiamo due tratti comuni:
1. la fine delle immunità ecclesiastiche, cioè delle esenzioni dal diritto comune che riguardavano le cose, i luoghi e le persone. Si distinguono tre classi di immunità:
- immunità reali. I beni ecclesiastici erano esenti da tasse e resi inalienabili per evitare ogni diminuzione e per far fronte ai compiti sociali della Chiesa. Questi privilegi vengono aboliti con leggi che sanciscono l'eversione dell'asse ecclesiastico.
- immunità locali. Si abolisce il diritto di asilo proprio delle chiese e degli edifici annessi;
- immunità personali. Si abolisce l'esenzione per i sacerdoti e i religiosi dal servizio militare e l'esenzione dalla giurisdizione dei tribunali civili e il diritto di essere giudicati solo dal tribunale ecclesiastico.

Già nel Settecento lo Stato non poteva più ammettere l'esistenza nel proprio territorio di un'altra autorità che limitasse la propria autorità e sovranità. Nel periodo postrivoluzionario, si aggiunge un altro motivo: gli ecclesiastici, in quanto cittadini come tutti gli altri, godono degli stessi diritti, ma insieme devono sottostare alle stesse leggi; per questo non hanno diritto ad alcun privilegio.
2. il riconoscimento, a volte, del matrimonio religioso, ma mai della legislazione canonica nella sua totalità.

## Il separatismo
Possiamo analizzare almeno quattro diverse posizioni, ognuna con motivazioni diverse.

### I cattolici-liberali
Per i cattolici liberali la separazione assicura la libertà della Chiesa dall'antica unione trono-altare, pagata a caro prezzo. Tre momenti importanti:
- Lamennais, Lacordaire, Montalembert e il giornale L'Avenir: rinunzia del clero allo stipendio e nomina dei vescovi da parte del papa;
- il discorso di Montalembert a Malines nell'agosto 1863: l'ancien régime è morto ed è inutile rimpiangerlo. Per salvare la libertà della Chiesa bisogna riconoscere la libertà generale, accettare il regime liberale in quanto questa condizione è preferibile a quella passata;
- la lettera pastorale di Geremia Bonomelli, vescovo di Cremona, uscita dopo la legge francese del 1905: la separazione assicura meglio la libertà della Chiesa e mostra la vitalità di un'istituzione che non poggia su forze terrene.

### Alexandre Vinet
Il teologo protestante Alexandre Vinet nelle sue due opere principali: Mémoire en faveur de la liberté des cultes (1826) ed Essai sur la manifestation des convinctions religieuses et sur la séparation de l'Église et de l'État envisagée comme conséquence nécessaire et comme garantie du principe (1842) sottolinea diversi motivi sui quali si fonda la separazione:
- la libertà di coscienza e la libertà di culto sono la stessa cosa; pertanto se uno Stato riconosce come diritto civile la prima deve necessariamente riconoscere anche la seconda;
- le credenze religiose sono "inevidenti", quindi nessuno può imporle a un altro in base a motivi oggettivi;
- attribuire a uno Stato una religione significa attribuirgli una coscienza; ma la coscienza è un tratto proprio dell'individuo, e attribuirla a uno Stato significa trasformare lo Stato in un essere, in una persona, cosa che, di fatto, non è;
- lo Stato deve garantire a ogni confessione religiosa di esprimersi, e dalla concorrenza tra più confessioni, emergerà la verità;
- vista l'affinità tra idee religiose e idee filosofiche, negare la libertà di culto equivale a negare la libertà di pensiero;
- lo Stato e la Chiesa sono diversi sin dalla loro origine; lo Stato nasce per difendere la sicurezza, la proprietà, la giustizia; la Chiesa aiuta a stabilire un rapporto personale e immediato con Dio;
- il regime di separazione è vantaggioso sia per la Chiesa che ha la garanzia di avere al suo interno membri convinti e partecipi non per interesse ma per convinzione, che per lo Stato che avrà cittadini più virtuosi in quanto responsabilizzati nella loro libertà di scelta.

Il fatto di insistere sulla libertà di coscienza e di porre il diritto dell'individuo al centro del dibattito sulla separazione fra Chiesa e Stato, è il maggior contributo che Alexandre Vinet ha dato alla modernità; mentre le concezione separatiste precedenti considerano il problema come collettivo, Vinet considera la coscienza individuale come un valore, su questo getta le basi per il moderno concetto di laicità.

### La scuola giurisdizionalista
È presente ovunque in Europa e difende i diritti dello Stato: questo deve rispettare i dogmi e le coscienze, ma è competente (e lui solo) negli aspetti sociali e politici.

### I laicisti anticlericali
Sono i maggiori fautori della separazione, che i clericali reputano ostile: in Francia Jules Ferry e Émile Combes; in Svizzera Emilio Bossi; in Portogallo Afonso Costa; in Messico Venustiano Carranza e Plutarco Elías Calles; in Ecuador Eloy Alfaro.

## Gli avversari del separatismo

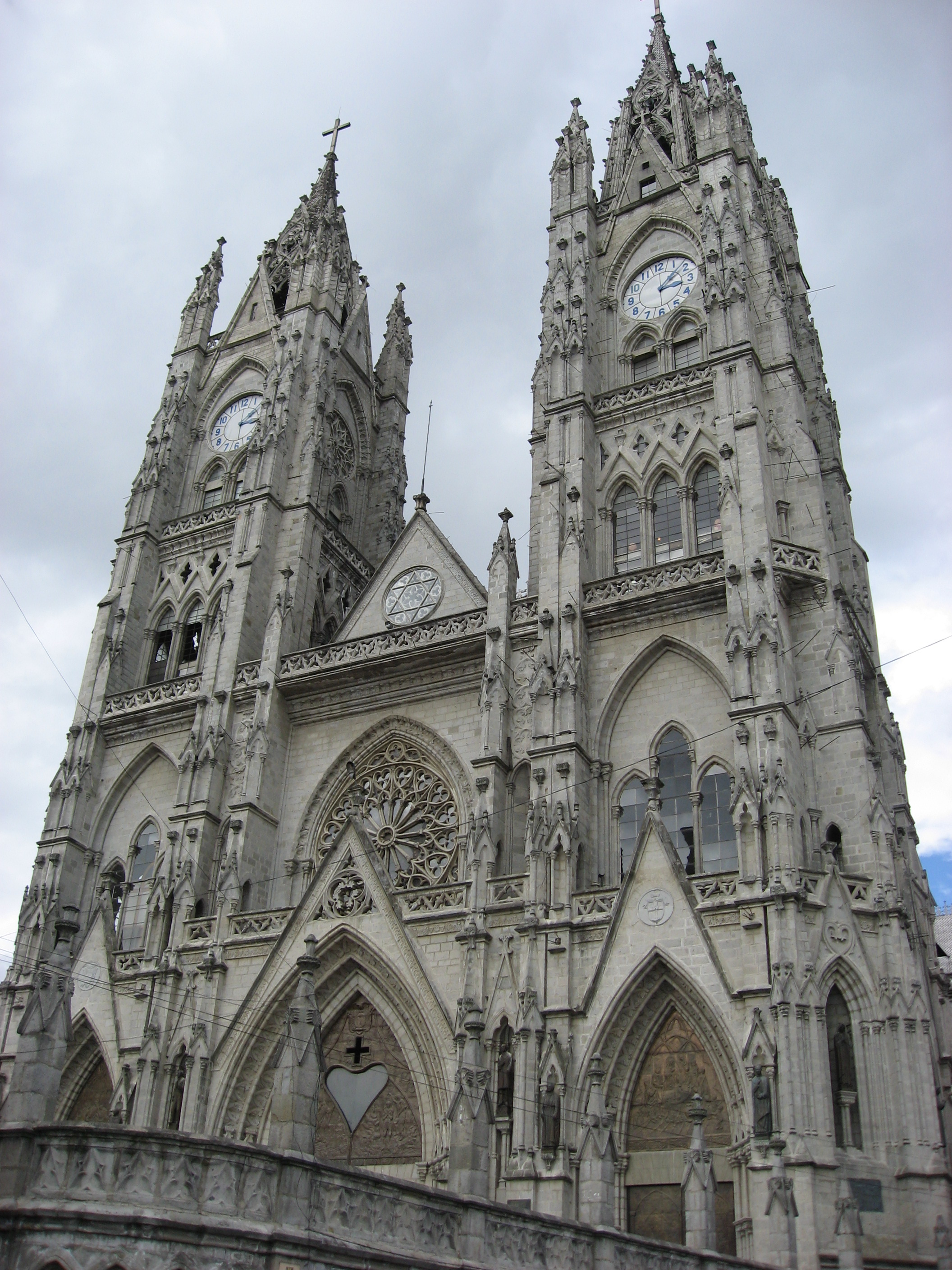
La Basilica del Voto Nazionale, a Quito, eretta per commemorare la consacrazione dell'Ecuador al Sacro Cuore di Gesù pronunciata dal presidente Gabriel García Moreno

### Alcuni documenti della Santa Sede
La battaglia condotta dalla Chiesa contro il separatismo nel XIX secolo e al principio del XX secolo, deriva dall'ecclesiologia ottocentesca che presenta la Chiesa come società perfetta.
La lettera di papa Pio IX a Vittorio Emanuele II del 9 settembre 1852 in occasione del progetto di legge sul matrimonio civile sostiene che sia dogma di fede la sacramentalità del matrimonio, che il sacramento sia essenziale e non accidentale per il matrimonio, che fuori dal sacramento non vi sia matrimonio e che la Chiesa sola debba regolarne la validità.
L'allocuzione del 27 settembre 1852 sulla Nuova Granada (Colombia) condanna la libertà di culto pubblico, l'abolizione del foro ecclesiastico, il matrimonio civile, la separazione fra Chiesa e Stato, la nomina statale dei parroci.
L'enciclica Vehementer Nos di papa Pio X dell'11 febbraio 1906 contro la separazione francese. Si sostiene che la legge respinga ogni ispirazione religiosa della società, che violi il concordato del 1801 e che non lasci libera la Chiesa, affidando i beni ecclesiastici e la loro amministrazione ad associazioni cultuali senza il minimo riferimento alla gerarchia.
 
Nonostante la laicità "ostile" della Repubblica presidenziale francese, il suo vertice massimo ha continuato ininterrottamente fino al XXI secolo ad assumere di diritto il titolo nobiliare di coprincipe di Andorra e il titolo ecclesiastico di protocanonico d’onore della Basilica di San Giovanni in Laterano. Quest'ultimo è riconosciuto sia nell'ordinamento dello Stato sovrano francese sia nell'ordinamento interno dello Stato di Città del Vaticano, privo di potere temporale da due secoli.
L'enciclica Iamdudum di papa Pio X del 24 maggio 1911 contro la separazione in Portogallo: si condanna il principio di fondo del separatismo, sostenendo esso subordini la Chiesa allo Stato.

### I cattolici intransigenti
Fra i maggiori esponenti Louis Veuillot in Francia, i fratelli Nocedal in Spagna, la rivista gesuita "La Civiltà Cattolica" in Italia, con i padri Matteo Liberatore e Luigi Taparelli D'Azeglio, ove si confuta la concezione individuale della religione (Vinet), si accusa il separatismo di nuovo giurisdizionalismo, si sottolinea la necessità di un accordo in materie miste e si pretende che lo Stato finanzi la Chiesa.

## Conseguenze del processo di separazione
- fine del concetto di religione di Stato
- affermazione della libertà di culto e di coscienza
- fine del ricorso al braccio secolare
- secolarizzazione
- concezione individualista della religione (Vinet e Cavour)